# 萊斯特·哈德森
莱斯特·哈德森三世（英語：Lester Hudson III，1984年8月7日—）為美国男子篮球运动员，身高1.91米，体重86公斤，司职位置後衛。哈德森15歲時開始接受籃球訓練，19歲時因為超齡關係，未取得中央高中的畢業證書下前往就讀西南田纳西社区学院，兩年後轉學到田纳西大学马丁分校，在2009年NBA選秀中第二轮第58顺位被波士顿凯尔特人选中，2011年1月輾轉中國大陸開啟CBA生涯。2021年1月20日，哈德森成為CBA得分王。
2023年全国男子篮球联赛哈德森效力辽宁益胜雪狼，首秀哈德森攻下46分，於八月中旬以最高票數60551票入選全明星賽，最終哈德森代表辽宁益胜雪狼出賽21場例行賽，場均挹注41分、7.2籃板、5.5助攻、2.1抄截，拿下賽季得分王、三分王、最佳国际球员。